# Israfił Bey Muchamed
Bey Muhamed Israfił, Israfił Magomed Nabi-ogły Israfiłow (azer. İsrafil Məhəmmədnəbi oğlu İsrafilov; ros. Исрафил Магомед Наби оглы Исрафилов), także Israfił-Bej (ur. 25 stycznia 1893, zm. 1946 w Baku) – rosyjski wojskowy, pułkownik piechoty Wojska Polskiego.

## Życiorys
Służył w armii rosyjskiej, dochodząc do stopnia pułkownika. W okresie międzywojennym przebywał na emigracji w Polsce. Został przyjęty do Wojska Polskiego jako oficer kontraktowy. W latach 1926–1928 był hospitantem Kursu Normalnego Wyższej Szkoły Wojennej w Warszawie. Pełnił służbę w 36 Pułku Piechoty Legii Akademickiej w Warszawie. Wiosną 1939 roku pełnił służbę w Dowództwie 29 Dywizji Piechoty w Grodnie na stanowisku dublera dowódcy piechoty dywizyjnej.
Po wybuchu II wojny światowej podjął kolaborację z Niemcami. Od lata 1943 roku był jednym z najaktywniejszych działaczy Azerbejdżańskiego Komitetu Narodowego w Berlinie. Jednocześnie od maja do września tego roku dowodził 314 pułkiem piechoty 162 Turkiestańskiej Dywizji Piechoty. 12 grudnia 1944 roku, w stopniu Waffen-Standartenführera der SS, został dowódcą Grupy Bojowej „Azerbejdżan” (niem. Waffen-Gruppe „Aserbeidschan”) należącej do Kaukaskiego Związku Bojowego SS. Po zakończeniu wojny został wydany Sowietom i 11 lipca 1945 roku skazany w Baku na karę śmierci przez rozstrzelanie.

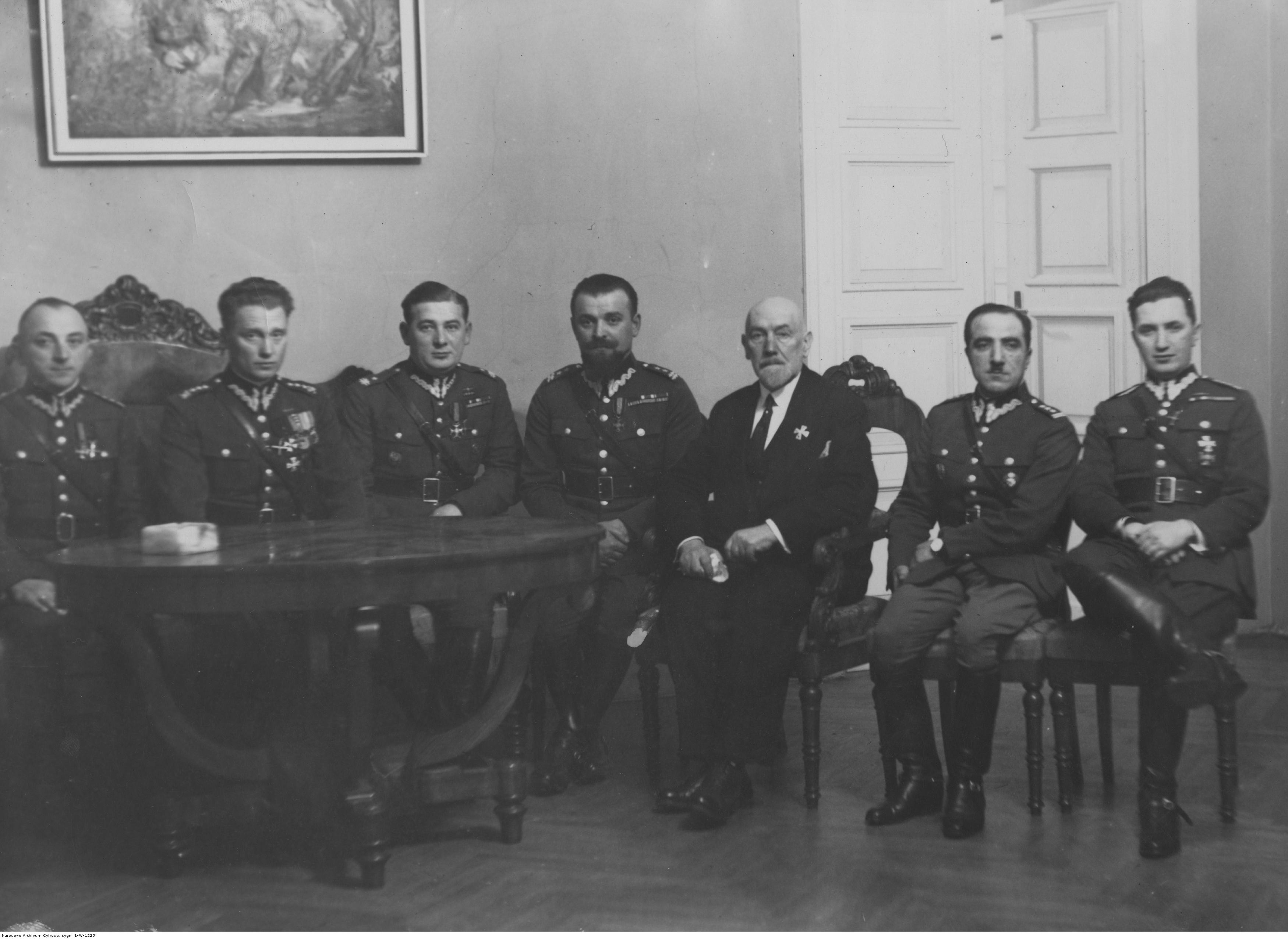
Stefan Pomarański, Zygmunt Cšadek, pisarz Cezary Jellenta, płk Israfił-bej podczas odczytu na temat „Dusza wielkiej wojny w powieści” (21 stycznia 1932).